# アルナルド・コーエン
アルナルド・コーエン（Arnaldo Cohen、1948年4月22日 - 、リオデジャネイロ生まれ）はブラジルのピアニスト。雑誌『コンサート』ではブラジルの最も重要なピアニストの1人であると紹介されている。

## 概説
コーエンはリオデジャネイロ連邦大学でバイオリンを習い、最高位の成績を収めて卒業し、リオデジャネイロ歌劇場管弦楽団のバイオリニストとしてプロのキャリアをスタートさせた。その後すぐ、ピアノ演奏により多くの時間を捧げることを決意し、ジャック・クライン、ブルーノ・ザイドルホーファー、ディーター・ウェーバーのもとで勉強を続ける。 
1972年にイタリアで開催された権威ある、ブゾーニ国際ピアノコンクールで優勝した。
コーエンは、フィラデルフィア管弦楽団、ロサンゼルス・フィルハーモニー管弦楽団、ロイヤル・フィルハーモニー管弦楽団、ヒューストン交響楽団、クリーブランド管弦楽団、サンタ・チェチーリア国立アカデミー管弦楽団、ベリングハム・フェスティバル管弦楽団、バイエルン放送交響楽団、スイス・ロマンド管弦楽団、ミルウォーキー交響楽団などからソリストとして招待され、クルト・マズア、イェフディ・メニューイン、ヴォルフガング・サヴァリッシュ、エド・デ・ワールトといった指揮者と共演した。ウィグモア・ホール、フリック・コレクション美術館、コンセルトヘボウなどのコンサートホールでも演奏している。
コーエンは、ロンドンの王立音楽院でピアノの教授を務め、現在はアメリカ・インディアナ州のジェイコブズ音楽院で教授を務めている。